# Християн Петров
Християн Івайлов Петров (болг. Християн Ивайлов Петров, нар. 24 червня 2002, Пловдив, Болгарія) — болгарський футболіст, центральний захисник нідерландського клубу «Геренвен» та національної збірної Болгарії.

## Ігрова кар'єра

### Клубна
Християн Петров народився у Пловдиві і займатися футболом почав у місцевому клубі «Локомотив». У 2017 році футболіст перейшов до академії столичного клубу ЦСКА. З яким у червні 2020 року підписав професійний контракт. 
Влітку 2020 року Петров був відправлений в оренду у клуб «Литекс». Через рік він повернувся до ЦСКА і 22 серпня 2021 року зіграв першу гру у складі армійського клубу. Але у вересні він знову відправився до «Литекса» в оренду, де грав до лютого наступного року. У грудні 2022 року Петров продовжив контракт з клубом ще на три роки. Був визнаний кращим молодим гравцем команди у 2022 році.
У січні 2025 року перейшов у нідерландський клуб «Геренвен».

### Збірна
З 2017 року Християн Петров грав за юнацькі збірні Болгарії.
У вересні 2022 року Петров отримав перший виклик до національної збірної Болгарії на матчі Ліги націй. У березні 2023 року футболіста вдруге викликали до національної збірної і 24 березня 2023 року у матчі проти команди Чорногорії Петров дебютував у складі національної збірної Болгарії.

## Статистика виступів

### Статистика виступів за збірну
Станом на 10 червня 2025 року
| Дата       | Місто    | Господарі         | Результат | Гості      | Турнір                               | Голи | Примітки |
| ---------- | -------- | ----------------- | --------- | ---------- | ------------------------------------ | ---- | -------- |
| 24-3-2023  | Разград  | Болгарія          | 0 – 1     | Чорногорія | Відбір до ЧЄ 2024                    | -    | 60'      |
| 27-3-2023  | Будапешт | Угорщина          | 3 – 0     | Болгарія   | Відбір до ЧЄ 2024                    | -    | 46'      |
| 4-6-2024   | Бухарест | Румунія           | 0 – 0     | Болгарія   | товариський матч                     | -    |          |
| 8-6-2024   | Любляна  | Словенія          | 1 – 1     | Болгарія   | товариський матч                     | -    |          |
| 15-10-2024 | Белфаст  | Північна Ірландія | 5 – 0     | Болгарія   | Ліга націй УЄФА 2024-2025 - 1-й етап | -    |          |
| 10-6-2025  | Іракліон | Греція            | 4 – 0     | Болгарія   | товариський матч                     | -    |          |
| Усього     |          | Матчів            | 6         |            | Голів                                | 0    |          |

## Титули
- Кращий прогресуючий футболіст у болгарському футболу: 2023[7]